# Абрахам Шекспір
Абрагам Шекспір (англ. Abraham Shakespeare; 23 квітня 1966, Сібрінг — тіло знайдено 7 квітня 2009, Плант Сіті (Флорида)) — американський робітник, котрий виграв 30 000 000 доларів у лотерею і через надмірну необережність у грошових справах був убитий жінкою, котра до останнього не погоджувалася визнати свою провину.

## Виграш та його наслідки
Абрагам Шекспір випадково виграв $30 млн у лотерею, коли попросив друга купити лотерейний білет замість напою. Не грамотний, але дуже добрий чоловік витратив більшість грошей на допомогу всім, хто її просив. Через це інші настільки знахабніли, що мало не вимагали в нього грошей.
Більшість суми була витрачена ще до того, як його життя змінилося, коли жінка на ім'я Діді Мур запропонувала зберігати гроші в себе. Насправді вона просто вкрала їх, і найгірше в цьому те, що разом із грішми зник і Шекспір. Спочатку зникнення аргументувалося тим, що він утік від тих, хто просить його гроші, на острови Карибського моря, в штат Техас або місто Орландо, Флорида, що відстежувалося через СМС з телефону чоловіка. Проте саме це допомогло розкрити справу, оскільки Шекспір був неграмотним.
Тіло чоловіка було виявлене під бетонною плитою у будинку, який належав другу Мур, котра намагалася звинуватити в убивстві наркоторговця та навіть власного 14-літнього сина.
12 лютого 2012 вона була засуджена на довічне ув'язнення без права на помилування.
Від виграшу не залишилося нічого, і сім'я Шекспіра потрапила у злидні.